# Tabanus vestitus
Tabanus vestitus är en tvåvingeart som beskrevs av Christian Rudolph Wilhelm Wiedemann 1819. Tabanus vestitus ingår i släktet Tabanus och familjen bromsar. Inga underarter finns listade i Catalogue of Life.